# Les Olmes
Les Olmes is een plaats en voormalige gemeente in het Franse departement Rhône in de regio Auvergne-Rhône-Alpes en telt 663 inwoners (2004). De plaats maakt deel uit van het arrondissement Villefranche-sur-Saône.

## Geschiedenis
Les Olmes is op 1 januari 2019 gefuseerd met de gemeenten Dareizé, Pontcharra-sur-Turdine en Saint-Loup tot de commune nouvelle Vindry-sur-Turdine. 

## Geografie
De oppervlakte van Les Olmes bedraagt 2,8 km², de bevolkingsdichtheid is 236,8 inwoners per km².
De onderstaande kaart toont de ligging van Les Olmes met de belangrijkste infrastructuur en aangrenzende gemeenten.

## Demografie
Onderstaande figuur toont het verloop van het inwonertal (bron: INSEE-tellingen).
Dareizé · Les Olmes · Pontcharra-sur-Turdine · Saint-Loup